# Кејкубад I
Кејкубад I (ст. тур. كيقباد, тур. I. Keykubad, грч. Καϊκοβάδης Α΄) или пуним именом Ала ад-Дин Кејкубад ибн Кејхусрев (ст. тур. علاء الدٖين كيقباد بن كيخسرو, тур. Alâeddin Keykubad bin Keyhüsrev; 1190 — Кајсери, 31. мај 1237), био је селџучки румски султан (1220—1237). Током његове владавине Румски султанат доживљава културно-политички врхунац. Султан је својим походима, углавном на исток, учинио Селџуке доминантном силом у региону. Понекад је називан Кејкубад Велики. Он је узео двоглавог орла као свој симбол, користивши га као декоративни мотив на својим грађевинама. Његов двоглави орао постао је симбол Румског султаната, а касније је приписиван и свим Селџуцима.
Био је син румског султана Кејхусрева I и Разије Хатун, кћери византијског аристократе Манојла Маврозома. Пошто му је отац збачен с власти 1196. године, Кејкубад је одређено време провео с њим у егзилу у Константинопољу, све док га Четврти крсташки рат 1203. године није приморао да га напусти. Када се Кејхусрев вратио на власт 1205. године, Кејкубад је постављен за малика Токата. После очеве погибије у бици код Антиохије на Меандру 1211. године, узео је учешћа у борбама за власт, против старијег брата Кејкавуса, који се прогласио за султана. Кејкубад је, у сукобима који су избили, добио подршку малојерменског краља Лава I и свог стрица Тогрул-шаха, емира Ерзурума, али не и највећег дела румске аристократије, што је и пресудило борбу. Млађи брат је најпосле 1213. године био поражен и заточен у једној тврђави у близини Малатије.
После братовљеве смрти, почетком 1220. године, емири су га ослободили и уздигли на престо. Видевши монголско надирање са истока и њихово муњевито уништавање Хорезмијског царства, Кејкубад је првих неколико година утврђивао градове којима је управљао, опрезно посматрајући војно-политичку ситуацију. Када је видео да Монголи тренутно не прете његовој земљи, почео је да води агресивну спољну политику, нарочито према истоку, желећи да искористи штету коју су нанели његовим источним суседима. Прво је 1223. са копна и са мора напао Јерменско краљевство у Киликији и освојио луку Калоронос, давши јој име Алије, извод из свог имена. Потом је формирао је црноморску флоту са седиштем у Синопу, на чије је чело ставио Хусамедина Чупана. Године 1225. уследио је поморски напад на кумански Судак на Криму, који је освојио после победе над удруженом руско-куманско-трапезунтском војском. Затим се с султан окренуо југу и поново извео комбиновани копнено-поморски напад на Киликију. С мора је био освојен Анамур, а с копна су из Коније кренуле две војске. Једна је упала у срце Киликије, а друга је заједно са флотом освојила Силифке. Јермени су били принуђени да склопе мир, прихвате плаћање данка султану и његову врховну власт.
Бежећи пред Монголима, хорезмијски шах Џалал ал-Дин је 1225. године дошао до граница Грузије тражећи савезника за рат против свог непријатеља. Без успеха је позивао у помоћ све муслимане, па и суседне немуслиманске земље. Готово сви муслимански владари, укључујући и Кејкубада, презирали су хорезмијског шаха као скоројевића, варварина и освајача. Уместо тога, султан је склопио савез са његовим непријатељем Грузијом. Користећи дестабилизацију политичке ситуације на истоку коју је изазвао Џалал ал-Дин, Кејкубад је из Малатије 1226. год. напао и освојио Адијаман и Чемишгезек. Године 1228. султан је кренуо против непослушних вазала. Прво је освојио Карахисар и Ерзинџан, а затим је извео копнено-поморски напад на Трапезунт, пошто је та држава смрћу његовог брата одбацила врховну власт Рума. Трапезунт није успео да освоји, али је мало царство било принуђено да му призна врховну власт и плаћа данак. Султан није успео да стигне на време да помогне Грузинима, који су били тешко поражени у борби са шахом.
Пошто је Џалал ал-Дин угрозио и његове земље на истоку, Кејкубад је морао да ступи у акцију. Године 1230. извојевао је победу над њим код Јасинчемена, између Сиваса и Ерзинџана, а затим освојио Ерзурум. Следеће године, Џалал ал-Дин је умро и последњи остаци Хорезмијског царства су нестали са историјске сцене. Користећи новонастали политички вакуум, Кејкубад је покренуо велику офанзиву на исток. Године 1232. његова војска је кренула из Ерзурума и освојила градове око језера Ван редом: Ахлат, Битлис и Ван. Закључивши да му савез са Грузијом више није потребан, султан је једну војску послао на њу и освојио неколико градова.
Затим се окренуо својим доскорашњим савезницима против Џалал ал-Дина, Ајубидима, па је напао и њих. Године 1234. поразио је њихове снаге код Харпута и заузео град. Следеће године је продро у Сирију, где је освојио Урфу и Харан, приморавши сиријске Ајубиде да му признају врховну власт. Уследио је напад на артукидски Дијарбакир 1236. године. Град није освојен, али су Артукиди признали Кејкубада за свог врховног господара. Могуће да је у то време и сам Кејкубад признао врховну власт монголског великог кана Огатаја. Признавање врховне власти тог изразито моћног али далеког господара био је одличан дипломатски потез. На тај начин, султан се спасао монголског пустошења, а задржао је фактичку независност.
Дана 31. маја 1237. године, Кејкубад је умро у Кајсерију, вероватно отрован. Сахрањен је у својој задужбини, Ала ад-Диновој џамији у Конији. На престолу га је наследио Кејхусрев II. Осим Кејхусрева, кога је имао са Гркињом Махпари Хунат Хатун, Кејкубад је имао још два сина са ајубидском принцезом Рукнедина и Килиџа Арслана, који су обојица били задављени непосредно по Кејкубадовој смрти.
Осим војне експанзије, владавина Кејкубада је била златно доба Румског султаната и у културно-уметничком смислу. На његовом двору су боравили бројни учени муслимани, суфисти и песници, међу којима и Ибн Араби и Џелалудин Руми. Грађене су бројне џамије, медресе и каравансараји. Султан је сам заслужан за изградњу Јивли минарет џамије у Анталији, селџучке палате у Конији, Кубадабад палате код језера Бејшехир, палате Кејкубадије у Кајсерију, Кизил куле, Терсане и Алањског замка у Алањи. Архитектура тих грађевина је специфична, јер представља спој византијске и персијске архитектуре.
Кејкубадов лик, тумачен од стране Бурака Хакија, појављује у турској телевизијској серији Diriliş: Ertuğrul.

## Галерија
- Застакљене зидне плочице у Кубадабад палати, султановој летњој резиденцији у близини језера Бејшехир. У доњем десном углу налази се двоглави орао, симбол који је султан узео као свој лични.
- Кизил кула са деловима замка у Алањи, саграђени по наредби Кејкубада.
- Ала ал-Динова џамија у Конији, Кејкубадова задужбина.
- Јивли минарет џамија у Анталији, Кејкубадова задужбина.